# 时代曲
时代曲是中国民间音乐与欧洲爵士音乐的融合，起源于20世纪20年代的中国上海。上海时代曲是用國語演唱的，它被看作是时尚和先进文化的标志。听众中有相当大的一部分人并不会说很流利的國語。20世纪30年代，上海占据中国电影事业的主导地位。《渔光曲》是那个年代非常著名的一部影片，标志着歌舞片的开端。一些著名的流行歌手，比如，周璇，白光和龚秋霞也参演了其他一些影片。她们美丽的嗓音保证了唱片的畅销。后来，随着粤语，华语和闽南语流行音乐的盛行，时代曲的听众数目逐渐减少。
同时，一些左派歌曲也显示了城市老百姓的贫穷生活。一些时代曲歌曲与特定的历史事件有关，比如，抗日战争。歌词非常优美而且意味深长。这与作曲家渊博的文学知识紧密相关。中国古代小说中表达爱情的委婉方式，保留在了时代曲中，这使得时代曲非常具有艺术性。
以科学的重要性而言，时代曲歌曲的记录方式，是记录在78转数的留声机黑膠唱片上，这标志着中国音乐历史的一个新时期。通常情况下，由于只能记录在一个唱片上，因此，音响工程师必须要格外小心地进行记录。钢针唱片是一种非常重要的记录媒体，然而由于数字记录的发展，现在已经被遗弃了。同时伴随消失的，还有这种宝贵的录音技术。

## 名稱
术语“时代曲”的字面含义是“时代的歌曲”。当在广东演唱时，被称为“粤语时代曲”，当在厦门演唱时，被称为“闽南语时代曲”。术语“时代曲”被认为是由香港人创造的，用来描述首次出现在上海的華語流行音樂。
另外，《時代曲》是著名流行歌手陳奕迅的首支派台歌。

## 杰出名人
| - 周璇 - 姚莉 - 李香蘭 - 白光 - 白虹 - 張露 - 陶秦 - 顾媚 - 顾嘉煇 - 靜婷 - 潘迪华 - 凌波 - 龔秋霞 - 吳鶯音 |

## 興衰
在中国上海，时代曲被认为是始于20世纪20年代的中国流行音乐。20世纪40年代，时代曲到了全盛时期，到了1952年中国共产党开始禁止夜总会和流行音乐的生产，时代曲开始灭绝。然而时代曲的传统移到了香港，从20世纪50年代到60年代后期在香港达到顶峰，后来被闽南语流行音乐和粤语流行音乐取代。

## 外部連結
- 早期都市流行歌曲的进步性及局限 （页面存档备份，存于）

1. 1 2 3  洪芳怡. (2010). 上海流行音樂裡的聲音風景：表演、科技與文化政治. 國立交通大學社會與文化研究所. available at: https://ir.lib.nycu.edu.tw/bitstream/11536/100352/1/992420H009003DR.PDF
2. ↑  Chun, Allen; Rossiter, Ned; Shoesmith, Brian. .  1st edition. London and New York: Routledge. 2004. ISBN 978-0-7007-1401-8.
3. ↑  Zekai, S. (2018). Jay Chou's Zhongguo Feng: Songs and Identity (Master's thesis, University of Malaya (Malaysia)).
4. ↑  劉靖之. . 香港: 商務. 2013. ISBN 9789620756122.